# Farba ślusarska
Farba ślusarska, tusz ślusarski - mieszanina oleju (maszynowego lub lnianego) z pigmentem (np. sadzą lub błękitem pruskim), używana głównie przy sprawdzaniu:
- dokładności wykonania (lub przylegania) powierzchni płaskich,
- dopasowania czopów do otworów (gniazd) stożkowych,
- współpracy kół zębatych.

Sposób sprawdzania dokładności wykonania polega na pokryciu warstwą tuszu powierzchni dopasowywanej, dociśnięcia jej do powierzchni współpracującej (lub płyty traserskiej), a następnie wzrokowej ocenie stopnia pokrycia i rodzaju odciśniętych śladów tuszu.